# Еліс Вілсон
Аліса Евелін Вілсон (26 серпня 1881, Кобург — 15 квітня 1964, Оттава) — перша жінка-геолог Канади [Архівовано 3 червня 2019 у Wayback Machine.]. Її наукові дослідження гірських порід і скам'янілостей в районі Оттави між 1913 і 1963 роками залишаються шановним джерелом знань.

## Біографія
Вілсон виросла в Кобурзі (Онтаріо). Каноє і походи з батьком і братами викликали у неї інтерес до викопних решток. Її сім'я також заохочувала наукову думку і прагнення до наукових знань  [Архівовано 6 липня 2011 у Wayback Machine.]. У 1901 році Вілсон почала вивчати сучасну мова та історію в коледжі Вікторії в Торонто. Вона не закінчила свій останній рік навчання через поганий стан здоров'я. Але вона була найнята Відділом мінералогії Музею університету Торонто, тим самим почавши свою кар'єру в геології. Пізніше вона отримала ступінь і в 1909 році була прийнята на постійну посаду музейного техніка в Геологічну службу Канади (ГСК), штаб-квартира якої знаходиться в Меморіальному музеї Вікторії.
Протягом семи років Вілсон відмовлялася у відпустках, щоб отримати вищу освіту в галузі геології. Зрештою, Канадська федерація жінок-університетів присудила їй стипендію, щоб вона змогла почати навчання в аспірантурі в Чиказькому університеті. Закінчила в 1929 році докторський ступінь з геології.
В ГСК Вілсон не могла брати участь в польових роботах, які вимагали проживання в таборах з чоловіками у віддалених регіонах. Замість цього Вілсон створила свою власну нішу і проводила польові роботи на місцевих об'єктах в районі Оттави. Протягом наступних п'ятдесяти років вона вивчала цю область пішки, на велосипеді і на машині. ГСК опублікував результати її польової роботи в 1946 році, і її Геологія низовини Святого Лаврентія, Онтаріо і Квебека була першою великою геологічною публікацією про цю область. На додаток до всебічного обговорення її геології Вілсон охопила економічні ресурси області, включаючи будівельний камінь, пісок, гравій і питну воду.
З 1948 по 1958 рік Вілсон викладала палеонтологію в Карлтон-коледжі (пізніше Карлтонському університеті). Карлтон визнав Вілсона і геологом, і надихаючим учителем з почесним ступенем в 1960 році. Вілсон також працювала над тим, щоб донести геологію до широкої громадськості. Вона написала дитячу книгу «Земля під нашими ногами», націлену на заохочення більш широких знань та інтересу до науки, якої вона так захоплювалася  [Архівовано 3 червня 2019 у Wayback Machine.].
Вілсон стала поважним членом ГСК і наставником багатьох молодих геологів. Вона вийшла на пенсію у віці 65 років, як того вимагає закон. Проте, вона зберегла свій офіс в ГСК і продовжувала свою роботу до своєї смерті в 1964 році  [Архівовано 7 червня 2019 у Wayback Machine.].

## Нагороди
Вілсон була першою жінкою-геологом, найнятою Геологічною службою Канади (1909 р.), однією з перших двох жінок, обраних членами Королівського канадського географічного товариства (1930 р.); перша канадська жінка, яка була прийнята в Геологічне суспільство Америки (1936) і перша жінка-член Королівського товариства Канади (1938).
У 1935 році, коли уряд РБ Беннетта прагнув вшанувати жінку на федеральній цивільній службі, Вілсон була обрана членом Ордена Британської імперії.
У 1991 році Королівське товариство Канади заснувало премію Аліси Вілсон для початківців жінок-вчених.
Вілсон була введена в Канадський науково-технічний зал слави в 2005 році.

## Публікації
- Вілсон, Еліс Е. (1946). Геологія Оттави-св. Лаврентійска низовина, Онтаріо і Квебек. Оттава: Е. Клотье.

- Вілсон, Еліс Е. (1948). Різні класи скам'янілостей: Оттавська свита, Оттава-Ст. Долина Лаврентія. Оттава: Е. Клотье.

- Вілсон, Еліс Е. (1951). «Gastropoda і Conularida» Оттавської свити Оттава-св. Лаврентійска низовина. Оттава: Е. Клотье.